# Бернарди, Фабрицио
| Открытые астероиды: 6                                                                        | Открытые астероиды: 6 |
| -------------------------------------------------------------------------------------------- | --------------------- |
| (65001) Теодореску [1]                                                                       | 9 января 2002         |
| (99942) Апофис [2]                                                                           | 19 июня 2004          |
| (250370) 2003 TK4                                                                            | 12 октября 2003       |
| 2002 RQ25 [3]                                                                                | 3 сентября 2001       |
| 2002 WP11 [3]                                                                                | 27 ноября 2002        |
| 2003 FB5 [3]                                                                                 | 26 марта 2003         |
| 1. совместно с Андреа Боаттини 2. совместно с Рой Такер и D. J. Tholen 3. совместно с CINEOS |                       |

Фабрицио Бернарди (итал. Fabrizio Bernardi, 9 апреля 1972) — итальянский астроном, первооткрыватель комет и астероидов, который успел поработать в трёх различных астрономических обсерваториях. В период с 2001 по 2004 год совместно с другими итальянскими астрономами им было открыто в общей сложности 6 астероидов. В их числе был и знаменитый астероид (99942) Апофис, который по прогнозам в 2029 году может сблизиться с Землёй до расстояния 37,5 тысяч км, а также ещё два околоземных астероида: 2002 RQ25, 2002 WP11 и 2003 FB5. Помимо этого в обсерватории Мауна-Кеа на Гавайях им была открыта короткопериодическая комета P/2005 V1 (Бернарди).
Фабрицио Бернарди родился 9 апреля 1972 года в итальянском городе Помеция. В 1999 году он закончил Падуанский университет, а в 2003 защитил докторскую диссертацию в University of Rome Tor Vergata (англ.). Совместно со своими коллегами Марко Микели и Дэвидом Толеном принимал участие в наблюдениях за астероидом 2007 WD5 в обсерватории Гавайского университета. В настоящее время работает в Национальном институте астрофизики (англ.) и на факультете математики университета Пизы.
Бернарди женат на Анне Марии Теодореску, румынской женщине-астрономе, в честь которой он назвал свой первый открытый астероид — (65001) Теодореску.
В знак признания его заслуг одному из астероидов было присвоено его имя (27983) Бернарди.